# 穆里尤-维埃耶维尔
穆里尤-维埃耶维尔（法語：Mourioux-Vieilleville，法語發音：[muʁju vjɛjvil]）是法国克勒兹省的一个市镇，位于该省西部，属于盖雷区。该市镇总面积25.2平方公里，2009年时的人口为561人。
该市镇原名“穆里尤”（Mourioux），而维埃耶维尔（Vieilleville）则是该市镇内的一个村庄。随着铁路车站在维埃耶维尔村建成，维埃耶维尔村的重要性大增，市镇也于1992年更名为今天的“穆里尤-维埃耶维尔”（Mourioux-Vieilleville）。

## 人口
穆里尤-维埃耶维尔人口变化图示